# 梅兰沙勒
梅兰沙勒（法語：Mérinchal，法語發音：[meʁɛ̃ʃal]）是法国克勒兹省的一个市镇，位于该省东南部，和多姆山省接壤，属于欧比松区。

## 地理
梅兰沙勒（45°55'0"N, 2°29'19"E）面积45.45 平方千米，位于法国新阿基坦大区克勒兹省，该省份为法国中部省份，位于法國中央高原西北部，北起安德尔省和谢尔省，西接维埃纳省，南至科雷兹省，东临多姆山省，东北与阿列省接壤。
与梅兰沙勒接壤的市镇（或旧市镇、城区）包括：沙尔、栋特雷、利乌莱蒙日、拉马济耶尔-欧邦索姆、拉塞勒、孔布拉耶地区孔达、蒙泰勒德热拉、圣阿维。

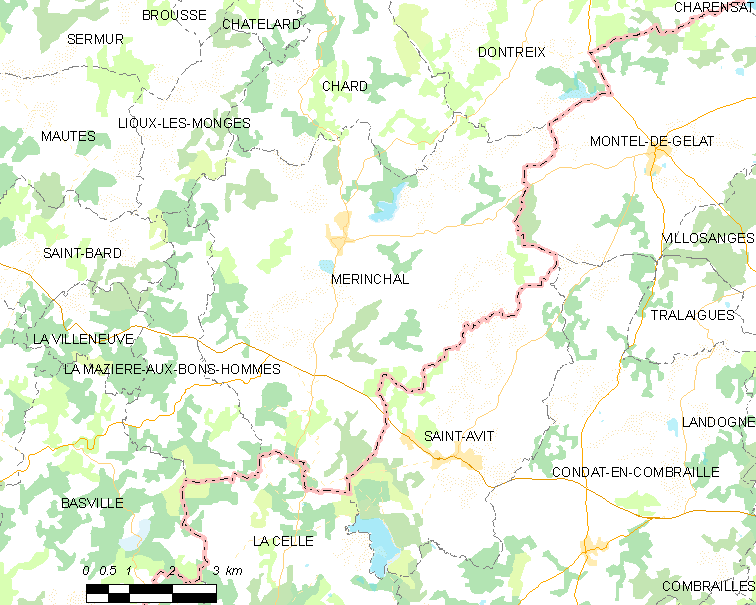
梅兰沙勒的OSM定位图

梅兰沙勒的时区为UTC+01:00、UTC+02:00（夏令时）。

## 行政
梅兰沙勒的邮政编码为23420，INSEE市镇编码为23131。

## 政治
梅兰沙勒所属的省级选区为欧藏斯县。

## 人口

1962-2008年间梅兰沙勒人口变化图示

梅兰沙勒于2022年1月1日时的人口数量为661人。